# Bisenti
Bisenti – miejscowość i gmina we Włoszech, w regionie Abruzja, w prowincji Teramo.
Według danych na rok 2004 gminę zamieszkiwało 2209 osób, 73,6 os./km².